# Branislav Jovanović
Branislav Jovanović, ser. Бранислав Јoвaновић (ur. 21 września 1985 w Belgradzie) – serbski piłkarz występujący na pozycji obrońcy. Od 2013 zawodnik klubu Hapoel Akka.
W latach 2007–2009 występował w cypryjskim Ethnikos Achna. W rundzie jesiennej sezonu 2008/2009 roku zawodnik Napredaka Kruševac. W sezonie 2009/2010 grał w Partizanie Belgrad.